# Guy-Michel Cogné
Pour les articles homonymes, voir Cogné.
Guy-Michel Cogné, né le 3 avril 1954 à Châtellerault (Vienne) et mort le 19 juin 2018 dans la même ville,, est un journaliste, un éditeur et un auteur dans le domaine de la photographie d'amateur.

## Biographie
Fils de Guy-Clément Cogné (dit Guy Hachette, auteur de mots-croisés et éditeur), il est le fondateur de quatre magazines français de photographie : Chasseur d'Images, Visuel, Photofan et Nat'Images.

### Carrière
- 48 émissions hebdomadaires pour FR3 National (Flash-3, avec Jean Bardin et Pierre Dhostel)
- émissions et chroniques sur RTL, 95,2 et Europe 1
- chroniqueur pour Le Figaro (suppléments "Image")
- directeur du magazine Chasseur d'Images
- directeur du magazine Photofan
- directeur du magazine Nat'Images
- directeur du site www.photim.com
- directeur du site www.chassimages.com
- directeur de l'application Shootim

## Ouvrages
- L'ABC de la Photo (guide technique), Éditions Jibena, 1980  (ISBN 2-901124-01-1)
- L'ABC du labo noir et blanc (guide technique), Éditions Jibena, 1980  (ISBN 2-901124-02-X)
- L'ABC du labo couleur (guide technique), Éditions Jibena, 1980
- L'ABC de la Macro (guide technique), Éditions Jibena, 1981  (ISBN 2-901124-09-7)
- La Bible du F-801 (guide technique), Chasseur d'Images Édition, 1989  (ISBN 2-901124-33-X)

## Édito
- « Ne soyons pas sectaire » [Smartphones et photophones], Chasseur d'Images, no 382, avril 2016, p. 3.

## Dossiers et articles
- « La photo au smartphone », Chasseur d'Images, no 382, avril 2016, p. 66-109.